# Asura semicirculata
Asura semicirculata är en fjärilsart som beskrevs av Franciscus J.M. Heylaerts 1891. Asura semicirculata ingår i släktet Asura och familjen björnspinnare. Inga underarter finns listade i Catalogue of Life.